# Helle (Gulpen-Wittem)
Helle (Limburgs: Helle) is een buurtschap ten zuiden van Mechelen in de gemeente Gulpen-Wittem in de Nederlandse provincie Limburg. De buurtschap ligt aan de weg van Mechelen naar Bommerig op een helling boven de Geul. De naam is afgeleid van de helling waarop de buurtschap ligt.
Helle ligt op de oostelijke dalwand van het Geuldal en noordwestelijke helling van het Plateau van Vijlen. Ten noorden van Helle stroomt de Schaeberggrub en ten zuiden de Klitserbeek.
In Helle staan verschillende vakwerkboerderijen, waaronder ook een vierkantshoeve. Vanwege deze karakteristieke bebouwing is de buurtschap aangewezen als beschermd dorpsgezicht.

## Zie ook

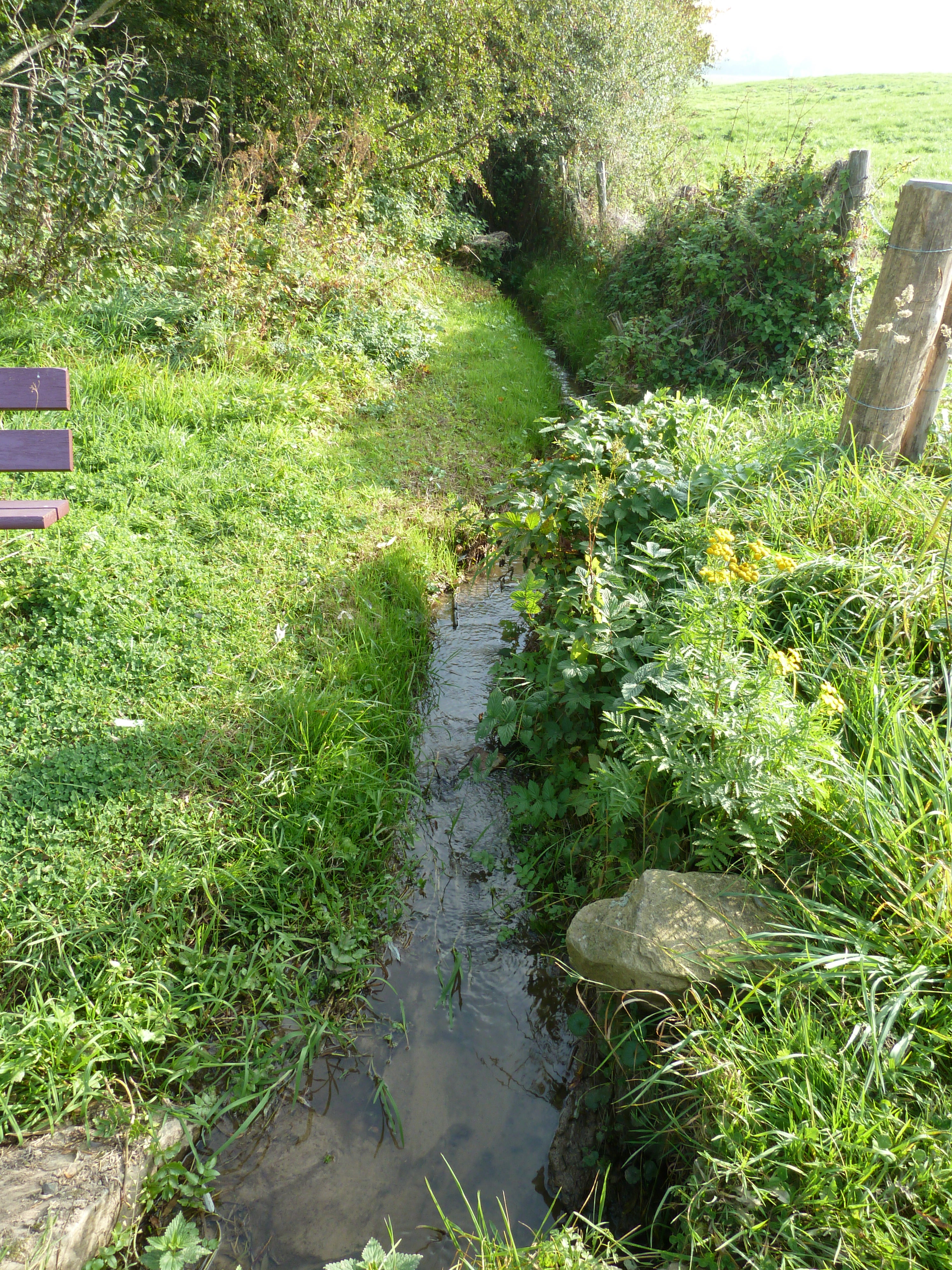
Bronnetje tussen Kleeberg en Helle
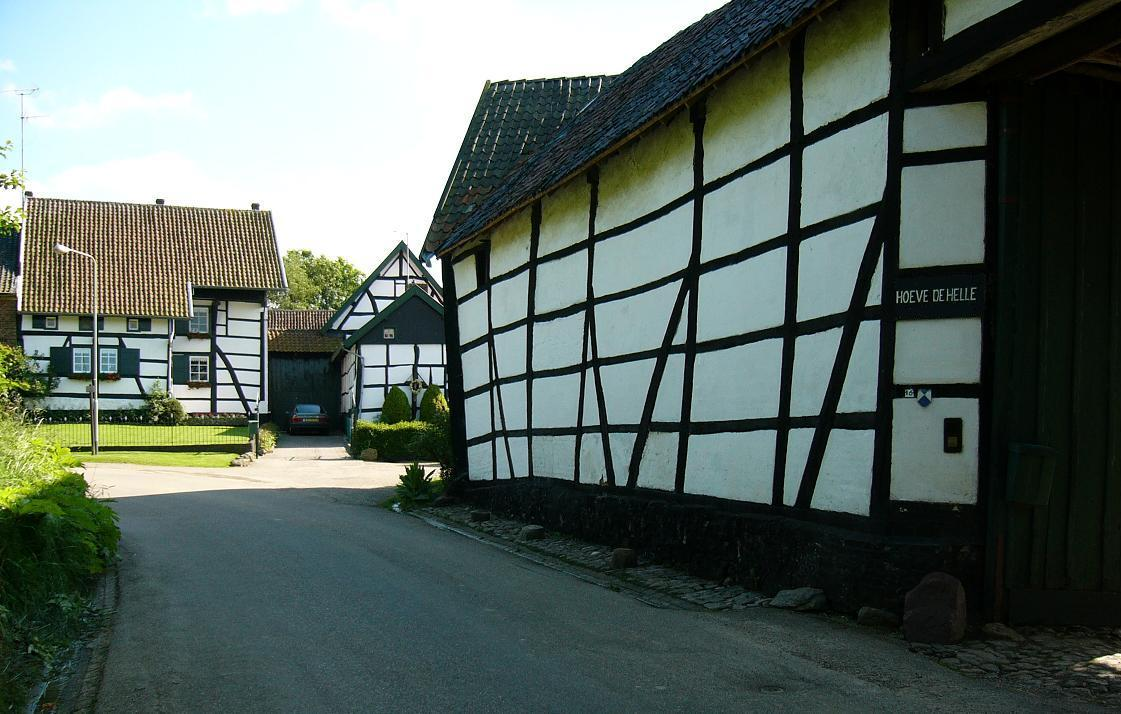
Zicht op Helle

## Vakwerkgebouwen in Helle
In Helle staan verschillende vakwerkboerderijen en -huizen die tevens rijksmonument zijn.

De vakwerkgebouwen van Helle
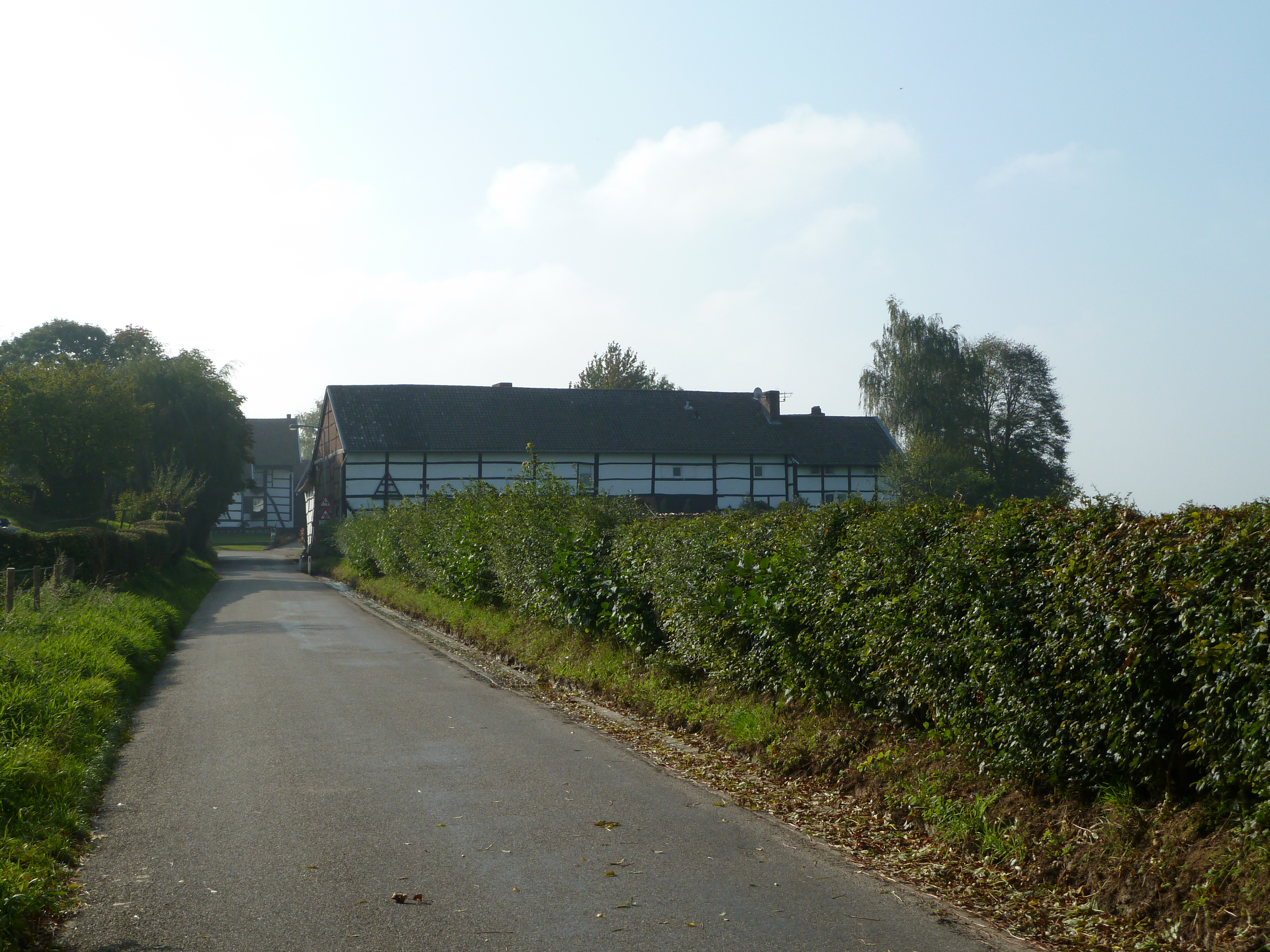
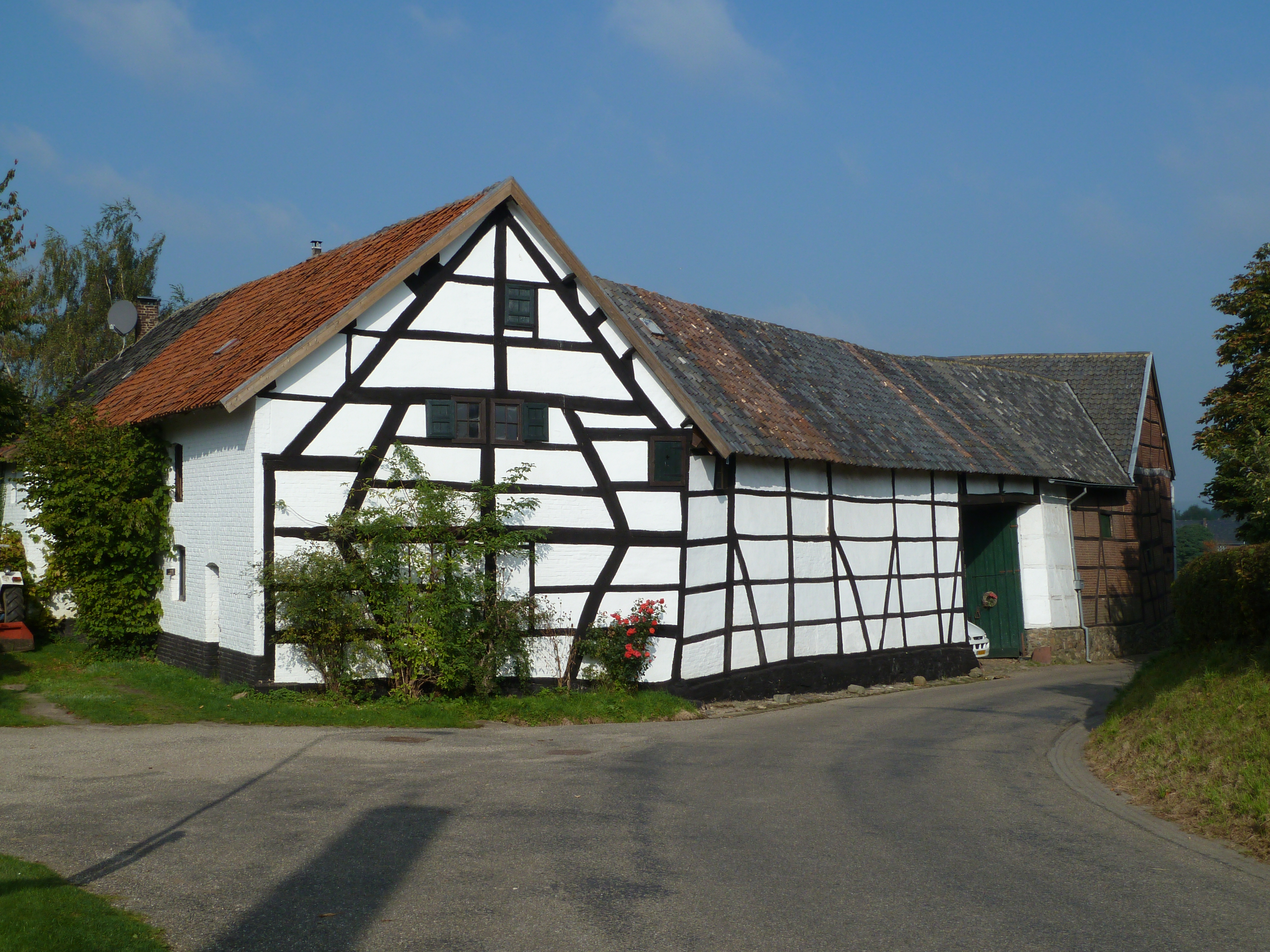
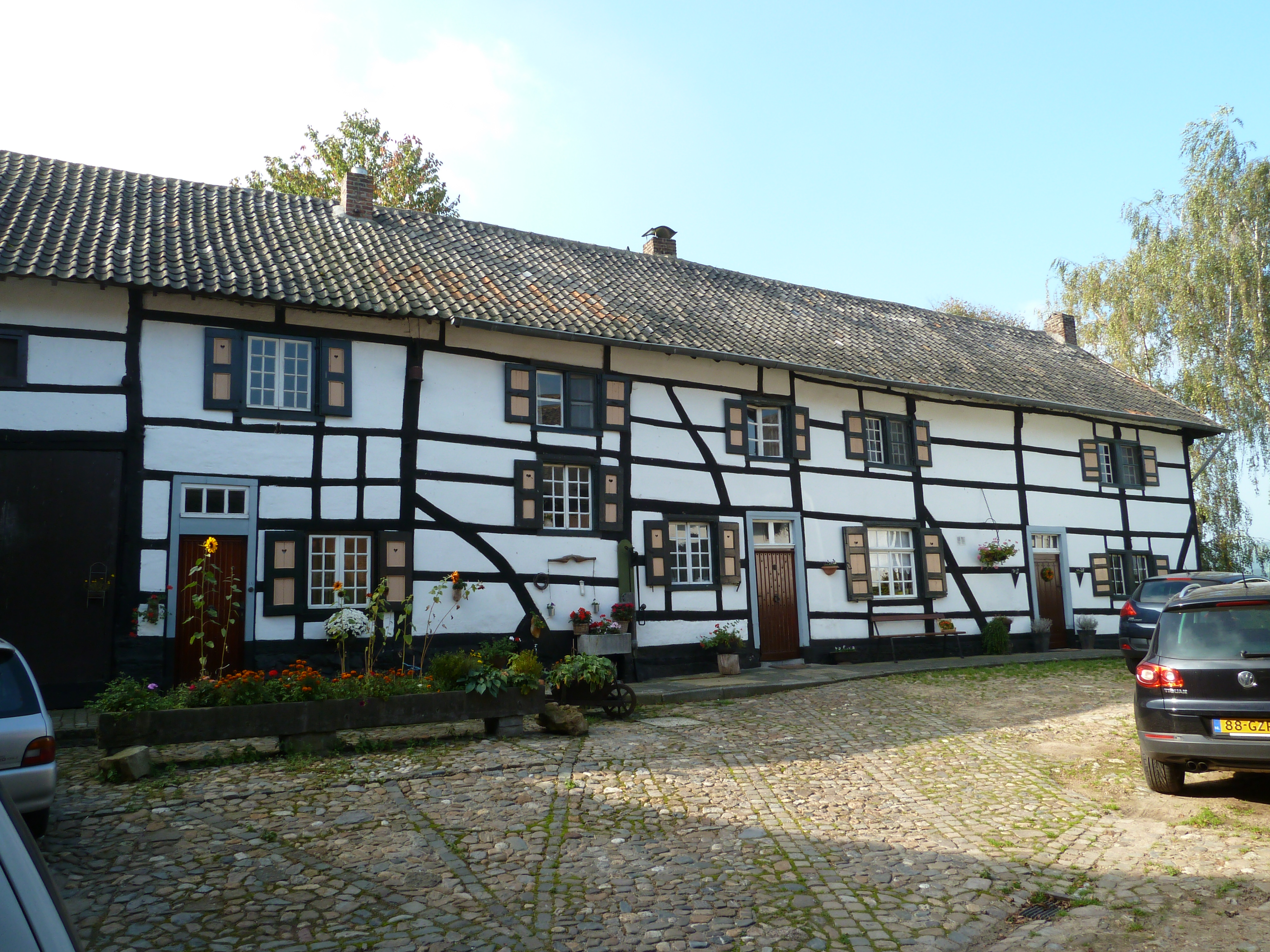
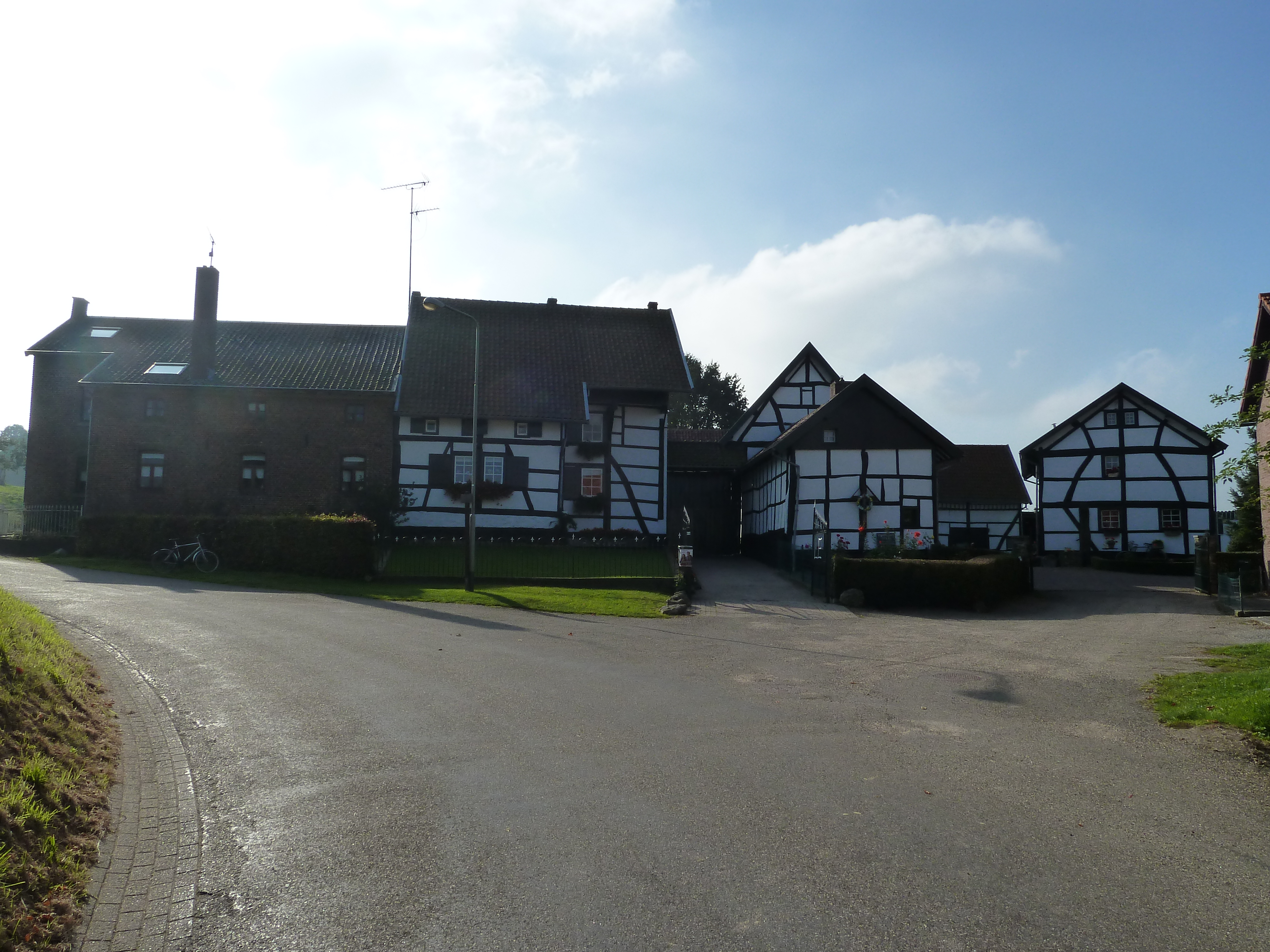